# Delta del Paraná
Delta del Paraná är ett delta i Argentina. Det ligger i den centrala delen av landet, 240 km norr om huvudstaden Buenos Aires.
Trakten runt Delta del Paraná består till största delen av jordbruksmark. Runt Delta del Paraná är det mycket glesbefolkat, med 7 invånare per kvadratkilometer.